# Lophotriorchis kienerii
El águila azor ventrirroja (Lophotriorchis kienerii) es una especie de ave accipitriforme de la familia Accipitridae propia de la región indomalaya. Se extiende por la India y Sri Lanka y el sudeste asiático, hasta Indonesia y Filipinas.

## Subespecies
Se conocen dos subespecies de Lophotriorchis kienerii:
- Lophotriorchis kienerii kienerii - noreste de India y Nepal; sudoeste de la India (Ghats Occidentales) y Sri Lanka.
- Lophotriorchis kienerii formosus - de Birmania a Indochina, Península Malaya, Indonesia y Filipinas.